# Colorado
Colorado (IPA: [ˌkɑləˈɹɑːdoʊ̯] kiejtéseⓘ vagy [ˌkɑləˈɹæɾoʊ̯] kiejtéseⓘ) az Amerikai Egyesült Államok 38. tagállama. A Sziklás-hegység-régióban helyezkedik el. Népessége a 2010-es népszámlálás szerint 5 029 196 fő, ami 16,9% emelkedést jelent a 2000-es népszámlálás óta.  Fővárosa és legnépesebb városa Denver. Csodálatos tájairól és hófödte hegycsúcsairól híres. Híres síparadicsoma Aspen.

## Földrajz

Domborzati térkép

Colorado állam területe foktrapéz alakú, az északi szélesség 37° és 41°, valamint a nyugati hosszúság 102° és 109° között található. Wyominggal és Utah-val együtt egyike annak a három amerikai tagállamnak, amelynek határait elvileg csak szélességi és hosszúsági fokok jelölik. (A valóságban a geodéziai terepmunka pontatlanságai miatt az állam határai egy - gömbi - 697-szöget alkotnak.)
Coloradót északon Wyoming és Nebraska, délen Új-Mexikó és Oklahoma, keleten Nebraska és Kansas, végül nyugaton Utah határolja. Colorado délnyugati sarka egyetlen pontban találkozik Utah, Arizona, és Új-Mexikó határával, ez a pont az úgynevezett Négyes sarok (Four Corners).
Az állam teljes területe 269 837 km², ebből 268 879 km² szárazföld és csak 962 km² vízfelület.
Legmagasabb pontja a Sziklás-hegység egyik csúcsa, a Mount Elbert-csúcs, melynek tengerszint feletti magassága 4401,3 méter, de több csúcsa van, ami eléri vagy meghaladja a 4000 méteres magasságot. Legalacsonyabb pontja az Arkansas-folyó völgyében, 1010 méteren található.
Legfontosabb folyói a Colorado-folyó, az Arkansas-folyó és a South Platte-folyó. Legfontosabb tavai a Grand Lake, a Blue Mesa-víztározó és a John Martin-víztározó.

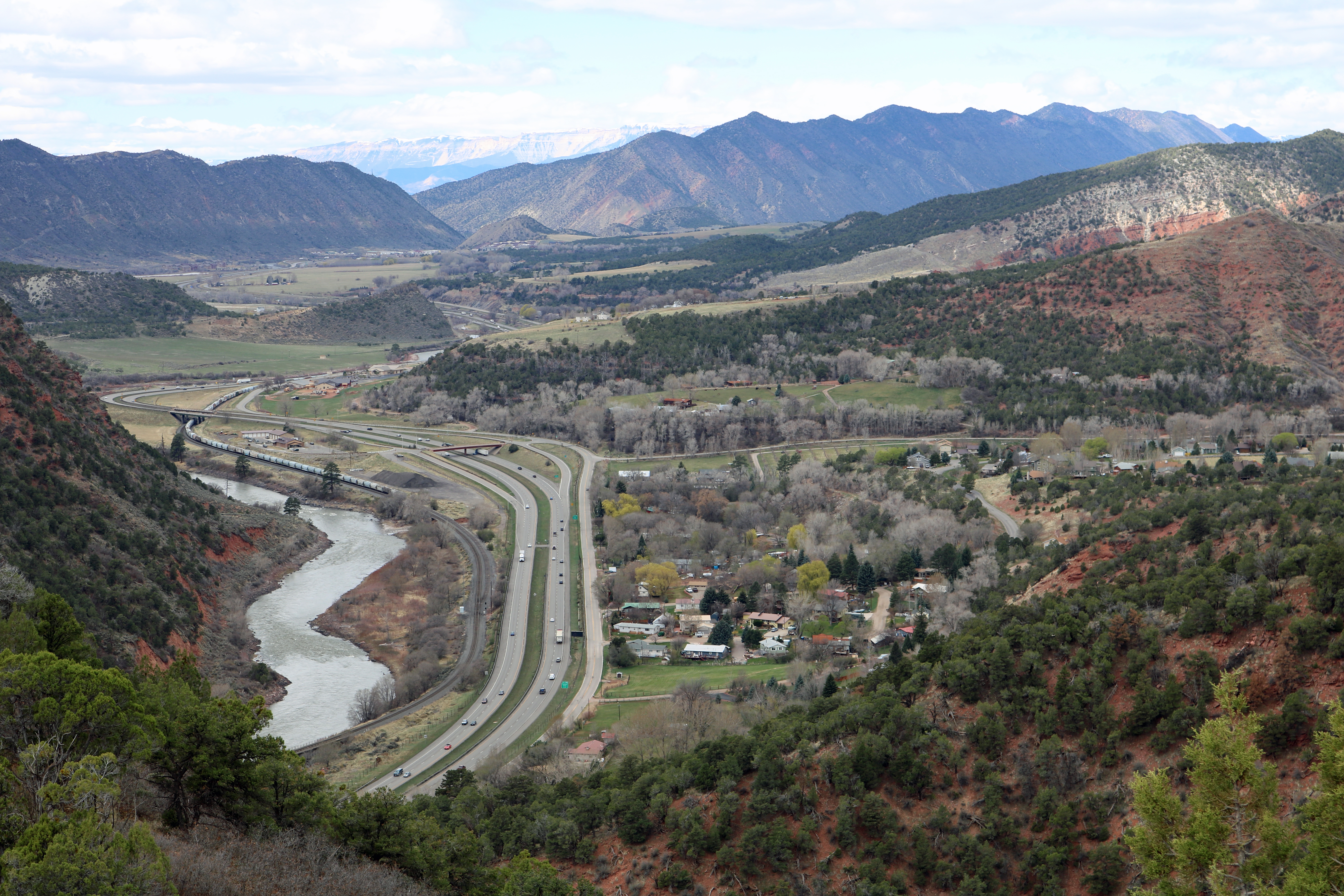
A Colorado-folyó Chacra mellett
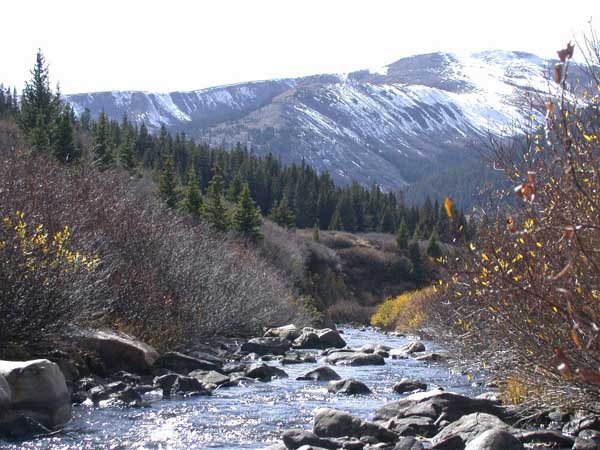
Az Arkansas-folyó Coloradóban

Az állam az Egyesült Államok Sziklás-hegység-régiójában fekszik, de nem egész területe hegyvidéki. Keleten az állam mintegy kétötöde síkság. Colorado tengerszinttől számított átlagos magassága az USA tagállamai közül a legmagasabb, 54 hegycsúcsa magasabb 4000 méternél. Az állam keleti részén a Keleti-síkság (Eastern Plains), középső részén a Sziklás-hegység, míg nyugati részén a Nyugati lejtő (Western Slope) található. A hegyláncok közötti völgyeket földrajzi tekintetben is különállónak kell tekintetni.

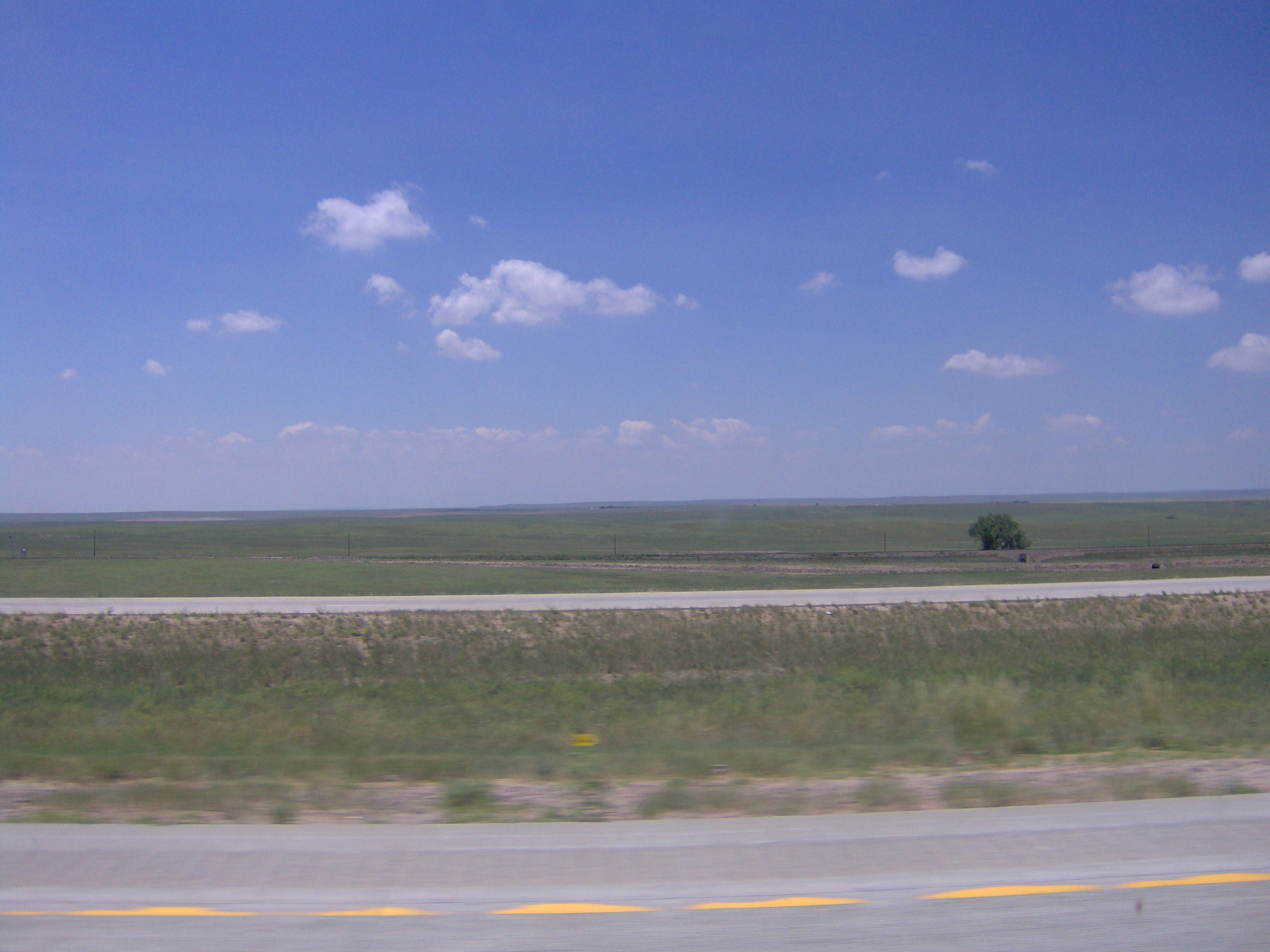
A Nagy Síkság a 70-es út mentén

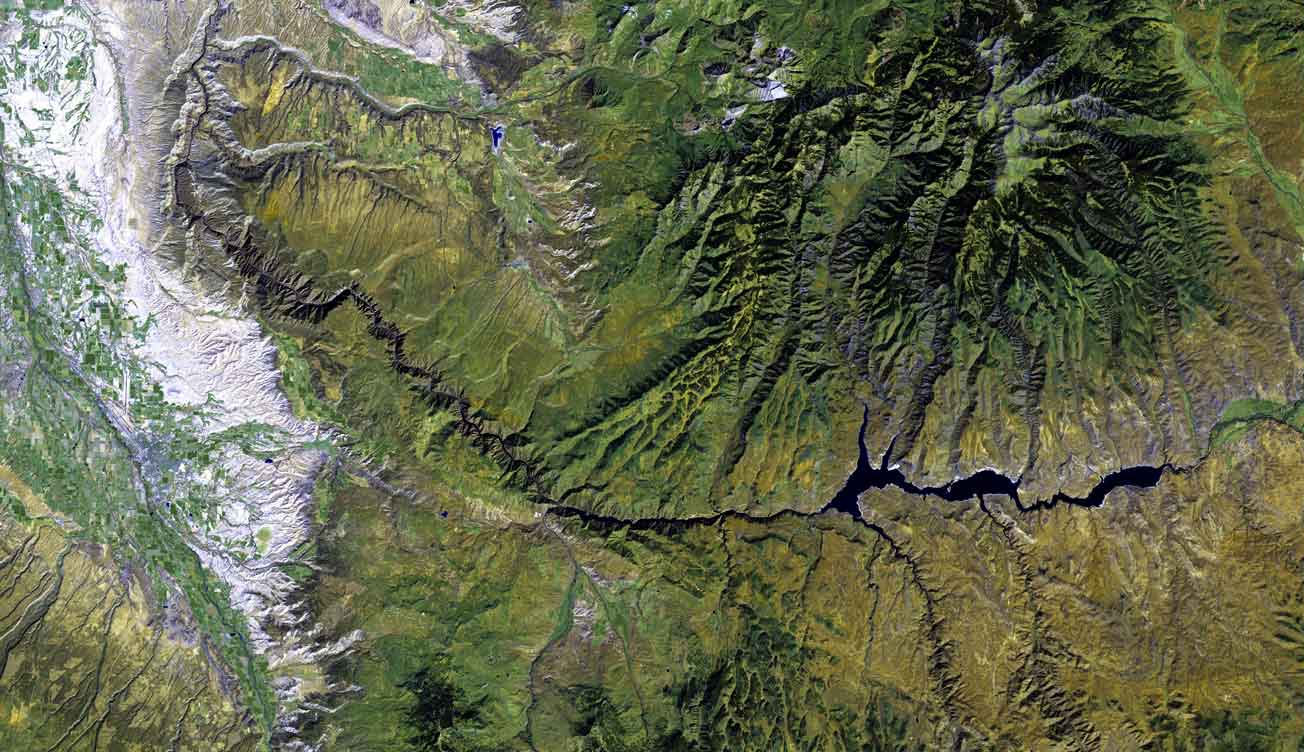
A Fekete-kanyon

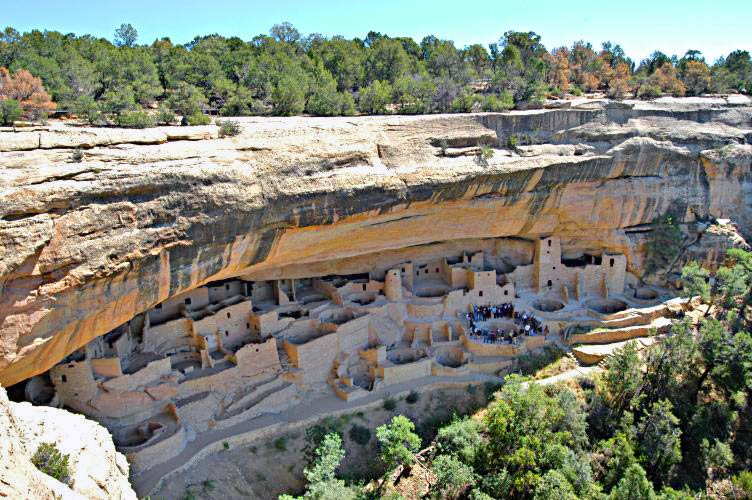
Mesa Verde Nemzeti Park

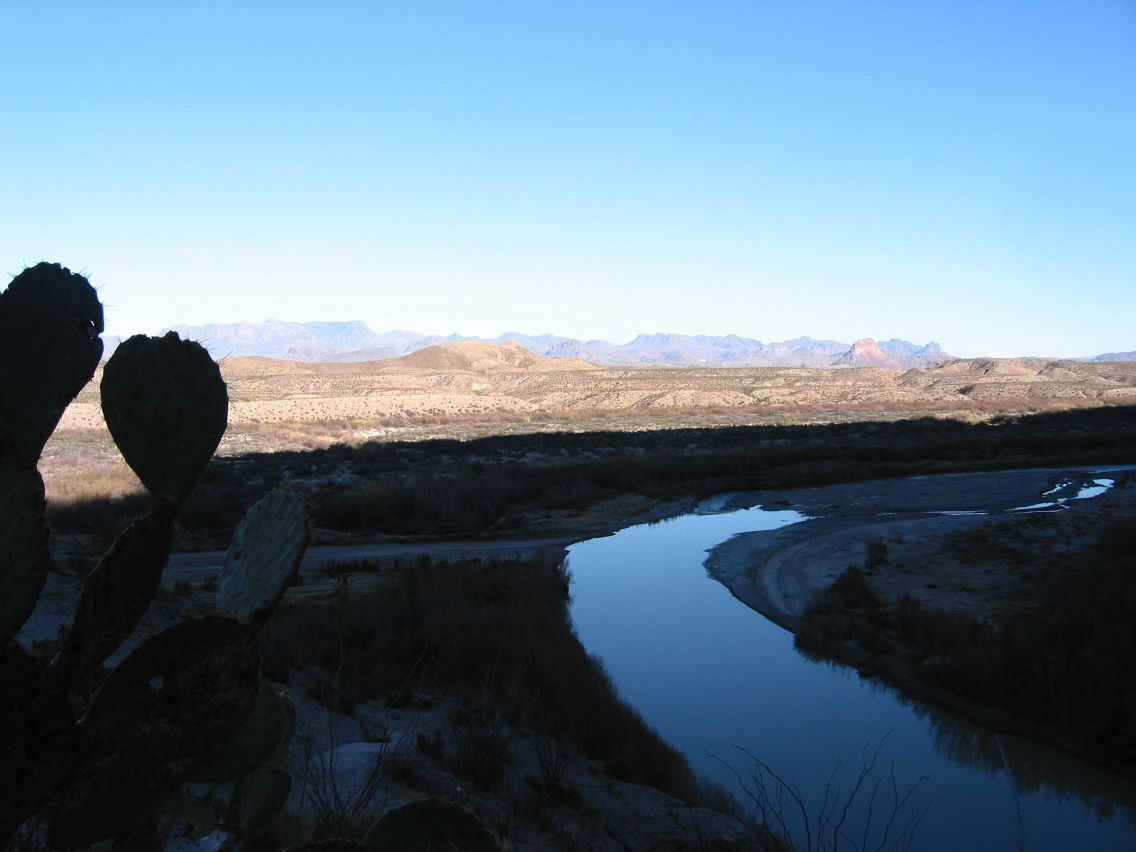
Rio Grande, Colorado

Keleti-síkság: Noha Coloradóban - mivel Denvertől keletre helyezkedik el - Keleti-síkságnak nevezik, a terület valójában a Nagy-síkság (Great Plains) legnyugatibb része, amely Kanadától egészen Mexikóig húzódik. A Nagy-síkság az Egyesült Államok területének mintegy kétötödét teszi ki. Felszíne sík és száraz, keletről nyugatra nagyon enyhén emelkedik, ahol a Sziklás-hegységgel találkozik.
Sziklás-hegység: a Keleti-síkságtól nyugatra, az állam középső részén, területének mintegy kétharmadán fekszik. A Sziklás-hegység a Keleti-Kordillerák hegységrendszer része, amely Alaszkától egészen Mexikóig húzódik. Legmagasabb csúcsai Colorado területén találhatók. A hegység gerincén húzódik az amerikai vízválasztó vonal (Continental Divide). A folyók a vízválasztó keleti oldalán az Atlanti-óceán felé, nyugati oldalán pedig a Csendes-óceán felé folynak. Colorado hegyeiben ered az Egyesült Államok hat nagy folyója. A vízválasztó keleti oldalán a Rio Grande, a North Platte-folyó, a South Platte-folyó, az Arkansas-folyó és a Republican-folyó, melyek az Atlanti-óceán felé folynak, a vízválasztó nyugati oldalán a Colorado-folyó a Csendes-óceán felé halad. A Déli-, avagy Coloradói-Sziklás-hegységet (Colorado Rockies) öt hegyvonulat alkotja: a Front-hegység, a Sangre de Cristo-hegység, a Park-hegység, a Sawatch-hegység és a San Juan-hegység. A Front-hegység a hegyvonulat legkeletibb nyúlványa, a Sangre de Cristo-hegység mentén dél felé nyúlik, ahol egy hegyfalat képez, amely a Sziklás-hegységet elválasztja a Great Plains régiótól. A Front-hegység legmagasabb csúcsa a 4302 méter magas Pikes-csúcs. A Front-hegységtől nyugatra a Park-hegység húzódik, amely északon egészen Wyoming határáig, Colorado középső részén pedig az Arkansas-folyóig terjed. A Park-hegységtől délre a Sawatch-hegység emelkedik, melynek legmagasabb csúcsa a 4401 méter magas Mount Elbert. A San Juan-hegység a Coloradói-Sziklás-hegység délnyugati nyúlványa.

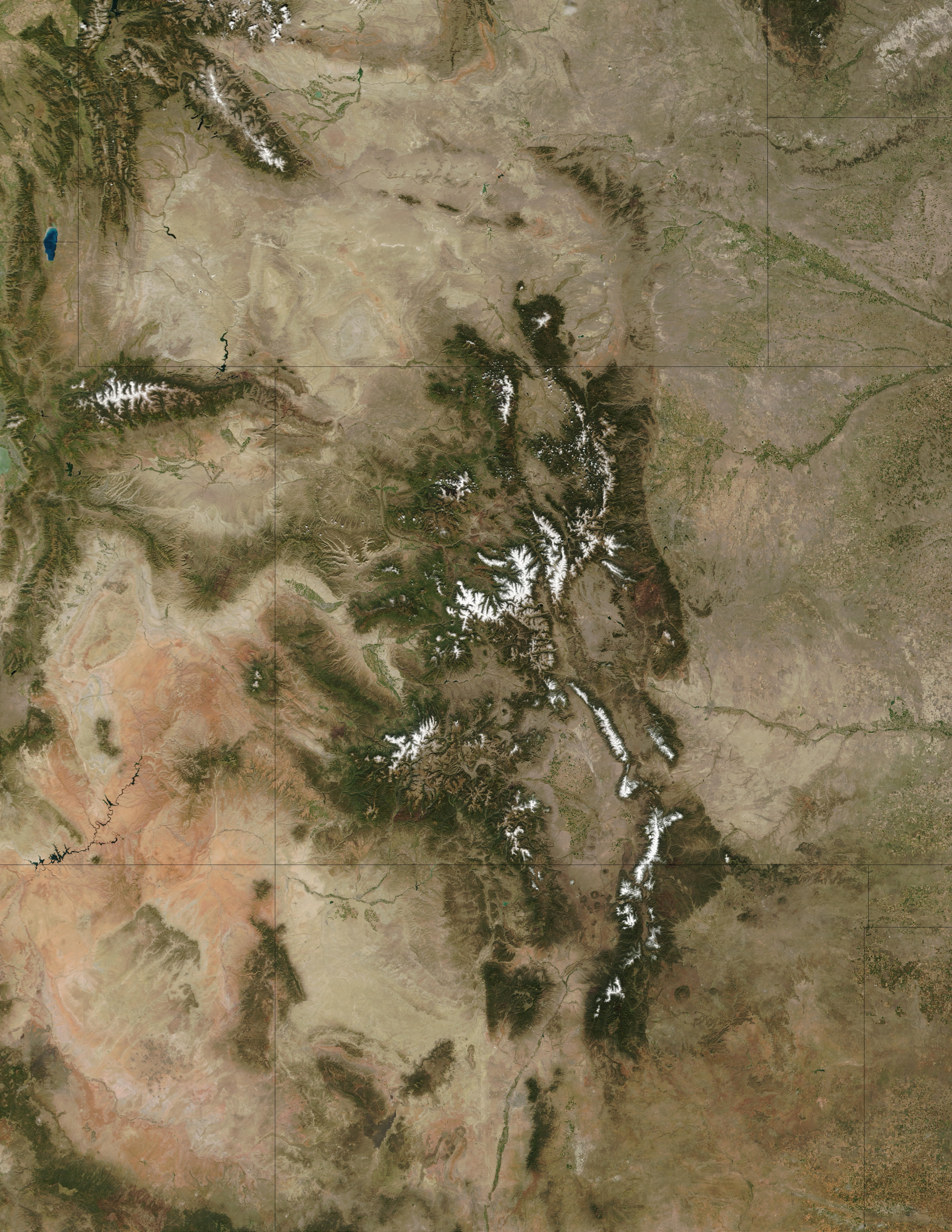
A Coloradói-Sziklás-hegység az űrből
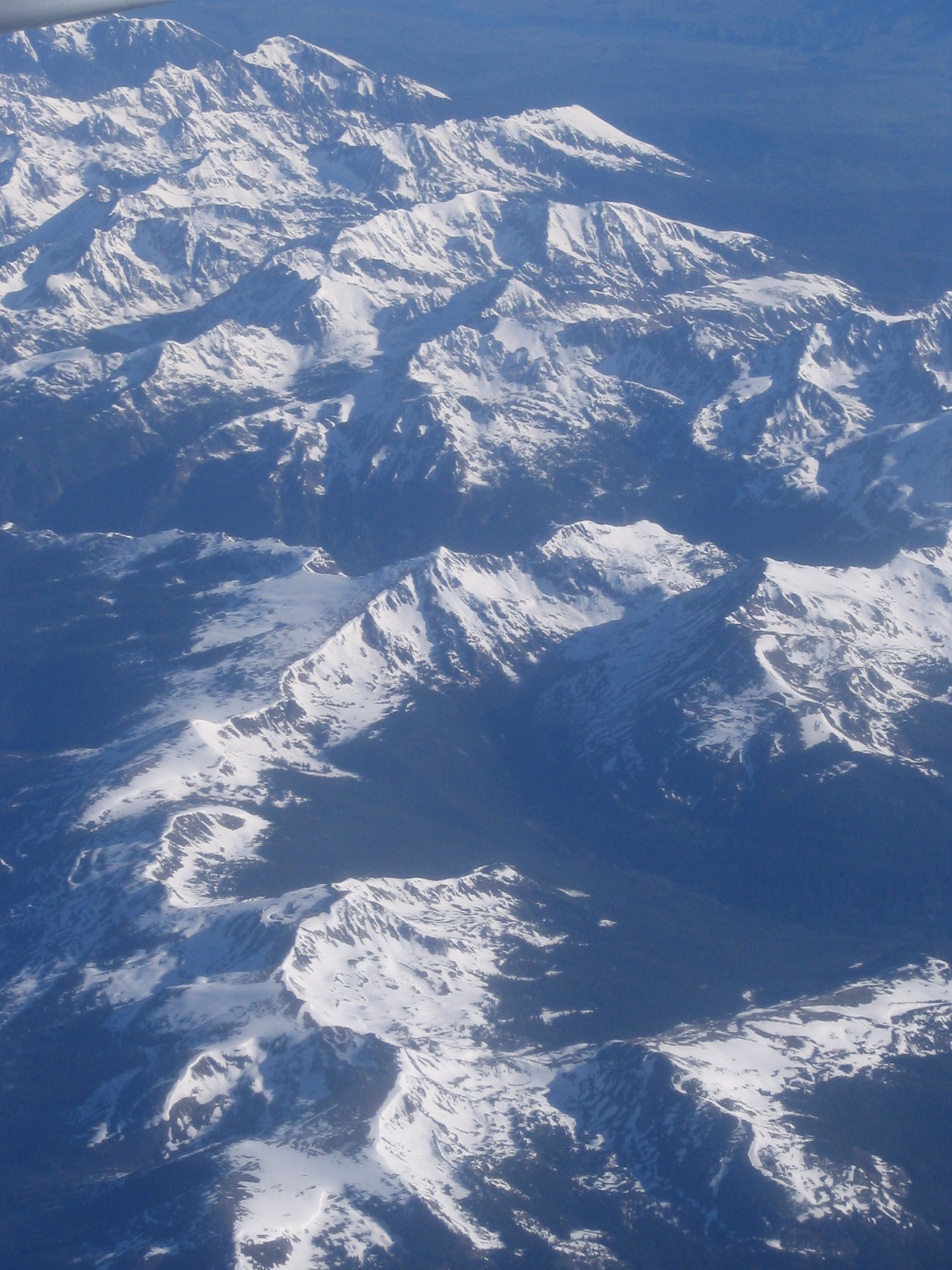
A Coloradói-Sziklás-hegység
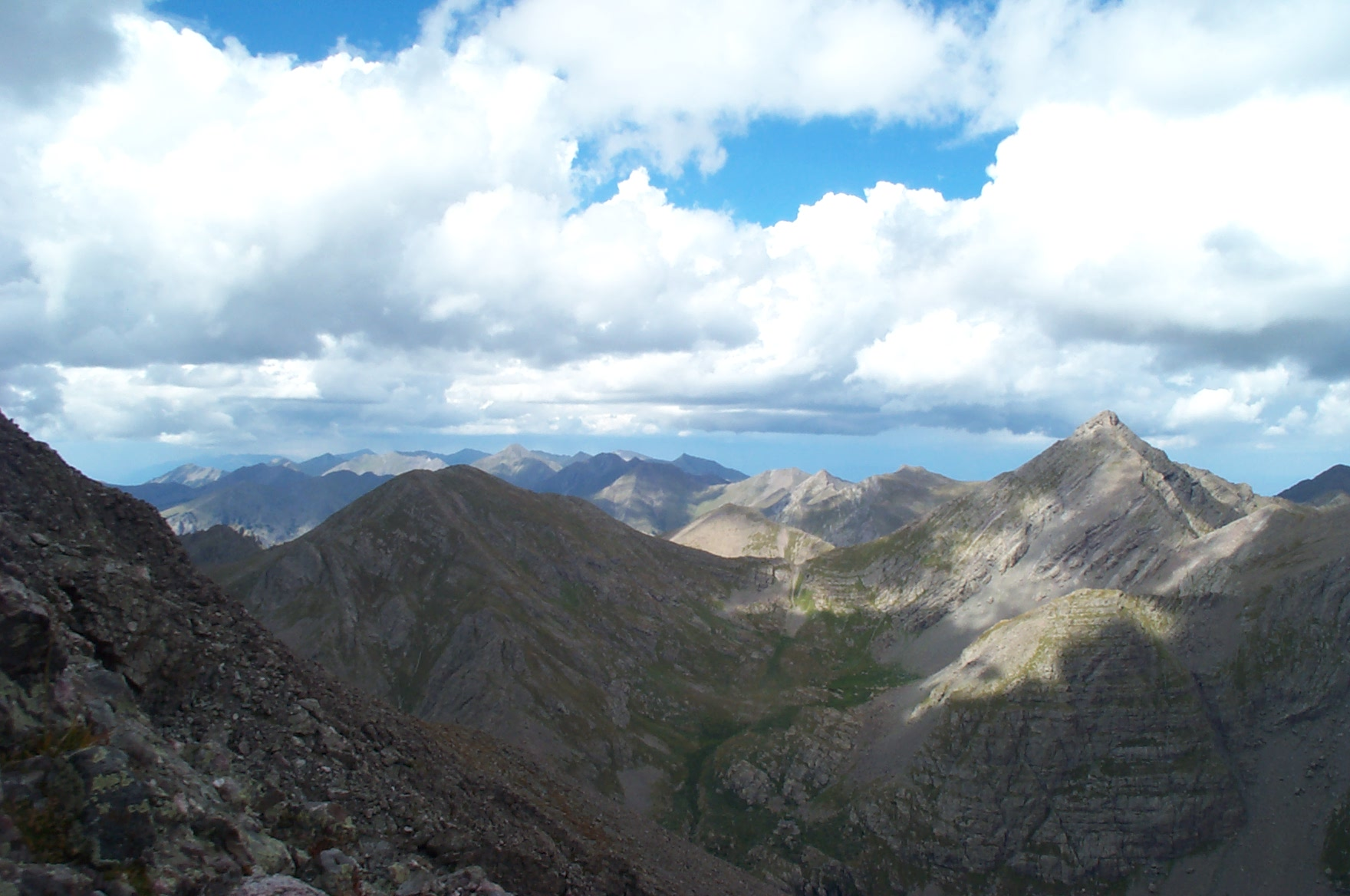
A Mount Adams-csúcs (a képen jobb oldalon) a Sangre de Cristo-hegységben
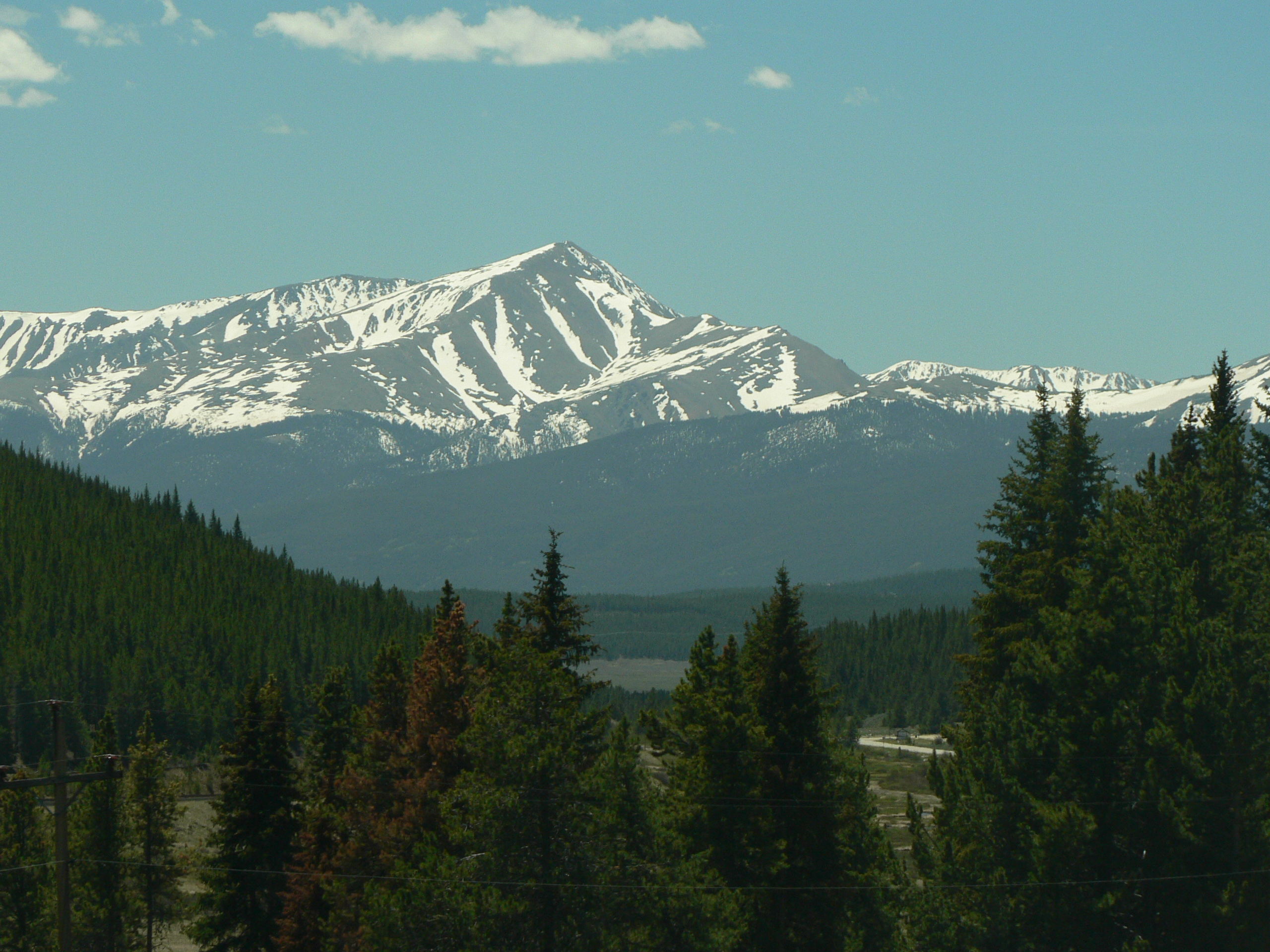
A Mount Elbert-csúcs

Nyugati lejtő (Western Slope): A Sziklás-hegység nyugati oldalán, az amerikai vízválasztótól nyugatra fekvő terület, amelyet a Colorado-folyó oszt északi és déli részre. Az állam területének mintegy harmadát foglalja el, de a lakosságnak mindössze 10 százaléka él itt. Változatos domborzat - hegyek, dombvidékek és platók - jellemzi, éghajlata sivatagi, félsivatagi.

### Természetvédelmi területek
- Arapahoe and Roosevelt National Forest és Pawnee National Grasslands
- Black Canyon of the Gunnison National Park
- Curecanti National Recreation Area
- Grand Mesa National Forest
- Gunnison National Forest
- Medicine Bow - Routt National Forests
- Mesa Verde Nemzeti Park
- Nagy Homokdűnék Nemzeti Park
- Pike/San Isabel National Forest and Cimarron és Comanche National Grasslands
- Rio Grande National Forest
- Rocky Mountain National Park
- Roosevelt National Forest
- San Juan National Forest
- Uncompahgre National Forest
- White River National Forest

### Éghajlat

#### Általános éghajlat
Colorado legnagyobb részén az éghajlat hűvös, élénkítő hatású, mely földrajzi fekvésének függvényében területenként változik. Mivel távol van a nagy víztömegektől (Csendes-óceán, Mexikói-öböl), éghajlata kontinentális. A nyár folyamán a magas alföldeken a nappal forró, de gyakran megkönnyebbülést hoznak a délutáni zivatarok. A hegységekben általában hűvös van. A levegő páratartalma a gyors párolgás miatt alacsony, amely kellemes közérzetet biztosít még a forró napokon is. A levegő a viszonylag nagy tengerszint feletti magasság miatt ritkább, így a napsugárzás hatása erősebb, ennek eredményeként télen is kellemes az időjárás. Ezért télen a síelők a magaslatokon is viszonylag vékony öltözékben lehetnek a vastag hó által borított környezetben.
Az éghajlat a tengerszint feletti magasság függvényében változhat, nagy különbségek lehetnek viszonylag rövid távolságon belül is. Az átlagos hóvastagság a déli Cubres-hegységben 762 cm, míg 48 km-rel arrébb a San Luis völgyben a hóvastagság csak 63,5 cm. Általában a magasság növekedésével párhuzamosan a hőmérséklet csökken, és a csapadék mennyisége nő, de ez a minta módosul a hegyek lejtőin, attól függően, hogy milyen irányú az uralkodó széljárás, illetve, hogy a helyi topográfiai adottságok okoznak-e légmozgást. Mivel az állam messze van a nagy víztömegektől, a csapadék mennyisége az alacsonyabb területeken kevés. Az uralkodó széljárás nyugati. A  Csendes-óceán felől érkező zivatarok csapadéka már a nyugati hegyoldalakon kicsapódik, ezért a keleti fekvésű hegyoldalak viszonylag kevés csapadékot kapnak. Az északról érkező viharok viszonylag kevés csapadékot hordoznak. Ezek a viharok a ősz és tél folyamán gyakoribbak, és tavasz környékén gyakorlatilag megszűnnek. Az északi sark felől érkező légtömegek nyomán a hőmérséklet drasztikusan csökkenhet, amely az alföldeken fordul elő gyakrabban. Esetenként a sarki légtömegek találkoznak a délről érkező nedves légtömegekkel, amelynek eredménye sűrű zápor vagy hóesés. Ezek a viharok főként a felföldeken fordulnak elő. Ezek a légtömegek gyakran nem képesek áttörni a hegyvidékeken, ezért amíg az állam keleti részén fekvő alföldek időjárása viharos, addig a hegyvidéktől nyugatra fekvő területeken az idő enyhe.
A területre jellemző különleges természeti jelenség az úgynevezett chinook, ami egy főn jellegű szél. Amikor az óceáni eredetű nedves levegő a Sziklás-hegység nyugati lejtőin felfelé emelkedik, lehűl, és elveszíti nedvessége nagy részét. A hegység keleti lejtőin a nedvességétől megszabadult levegő nagy sebességgel lefelé ereszkedik, közben felmelegszik és nyomása megnő. A chinook rövid időn belül nagy mértékű felmelegedést képes okozni, amely nagyban befolyásolja az általa érintett területek átlaghőmérsékletét.
Tavasszal meleg, nedves légtömegek érkeznek délről, melyek csapadékot hordoznak. Colorado keleti területei ekkor kapnak jelentősebb mennyiségű esőt. A gyakori esőzések nyáron is folytatódnak. Ugyanebben az időben a délnyugati szél hozhat száraz, forró levegőt a keleti magas alföldekre. Ez a legmelegebb időszak, amely ritkán tart huzamosabb ideig.

#### A keleti síkságok éghajlata
Az éghajlat az állam keleti részén fekvő síkságokon többé-kevésbé egységes. A levegő alacsony páratartalma, a bőséges napsütés, a könnyű esők és a különböző erősségű szelek, valamint a nagy nappali hőingás jellemzi az időjárást. A nyári legmagasabb nappali hőmérséklet 35-37,7 °C között alakul, amely a keleti síkságok egész területén megfigyelhető. Ez a magas hőmérséklet ritka a tengerszint felett számított 1500 méteres magasságban. A legmagasabb hőmérséklet Coloradóban az északkeleti síkságokon fordul elő, amikor a hőmérő higanyszála elérheti a 46 °C-ot is. A téli szélsőséges hideg a síkságokon ‒12 és ‒9 °C között van.
Az éves csapadékmennyiség 70-80%-a április és szeptember között esik.  A nyári esőzések viharosak. Az erős szél hamar kiszárítja a földet. A hegylábak közelében a szél gyengébb, a nyári hőmérséklet is alacsonyabb, s a tél enyhébb. A szél időközönként turbulens, és a nappali hőmérséklet napról napra változhat.

#### Nyugat-Colorado éghajlata
Colorado hegyvidéki nyugati felének éghajlata helyről helyre változik, viszonylag rövid távolságon belül. A hegységekben az átlagos évi középhőmérséklet 0 °C körül alakul. A hóborította csúcsok és völgyek éjszakai hőmérséklete drasztikusan csökken, előfordulhat ‒45 °C-os hideg is. Nyáron a hegyvidékek hűvösek, üdítőek. A legmagasabb hőmérséklet 21-28 °C között alakul, de elérheti a 35 °C-ot is. A tengerszint felett 2000 méterrel az éjszaka hűvös, míg a nappalok kellemesen melegek.

#### Völgyek
A völgyeket a körülötte lévő hegyek védik. A nyári meleg kellemesebb, mint a fennsíkokon és a tél is enyhébb.

#### Csapadék
A legtöbb esőzés a vízválasztótól nyugatra tapasztalható. Az esőzés a téli hónapokban jellemző. A június a legszárazabb hónap, az állam keleti részének kivételével.

## Története
Colorado területét már időszámításunk kezdetén földműveléssel foglalkozó indián törzsek lakták, amelyek később azonban délebbre költöztek. A hegyekben csak nagyon kevés ember élt. Colorado Louisiana megvásárlási szerződésével került az Egyesült Államok birtokába. 
Az 1819-es Adams–Onís-egyezmény révén a mai állam északkeleti területe lett az Egyesült Államoké. Jefferson elnök megbízásából felderítő expedíció indult a területek felkutatására. Az expedíciót Zebulon Pike vezette, akiről a Sziklás-hegység általa felfedezett csúcsát is elnevezték.
Az 1848-as Guadalupe Hidalgó-i béke megkötésével a mai állam déli és nyugati területe Mexikótól az USA-hoz került.
Az 1800-as évek elején a hágók felderítésére prémvadászok vállalkoztak. 1858-ban a mai Denver környékén aranyra bukkantak, amely megmozgatta az emberek fantáziáját, lázba hozta a kalandorokat, kincskeresőket. Megindult a szerencsevadászok, aranyásók áradata, akik átmeneti telepeket, sátorvárosokat hoztak létre. A gazdag aranylelőhelyek mellett ezüstbányákat is feltártak. Colorado 1861-ben szervezett terület lett, majd 1876-ban önálló állammá vált.

## Népesség

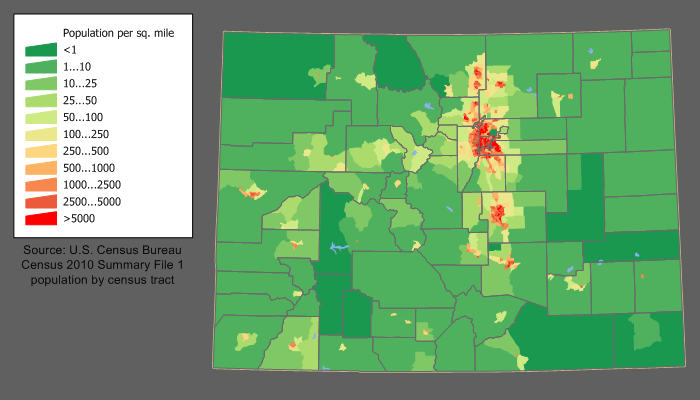
Colorado népsűrűségi térképe

Az állam legnépesebb városa a főváros, Denver. A Denver-Aurora-Boulder összesített statisztikai terület lakosainak száma 2 927 911 fő, amely az állam lakosságának kétharmada.
A 2005. évi becslés szerint Colorado lakosainak száma 4 665 177 fő volt, amely az előző évhez viszonyítva 63 356 fővel (1,4%) nőtt. A születések száma 353 091, míg a halálozások száma 147 770 volt. Az újonnan letelepedettek száma 112 217 fő.
Az állam lakosságának jelentős része latin-amerikai vagy spanyol származású. Denverben és még néhány városban jelentős mexikói közösségek találhatók, míg Colorado déli részén olyan spanyol származású emberek élnek, akiknek ősei Új-Mexikó eredeti spanyol telepesei voltak. A nyugati megyékben, ahol a lakosság nagy része mormon, több gyermek születik.

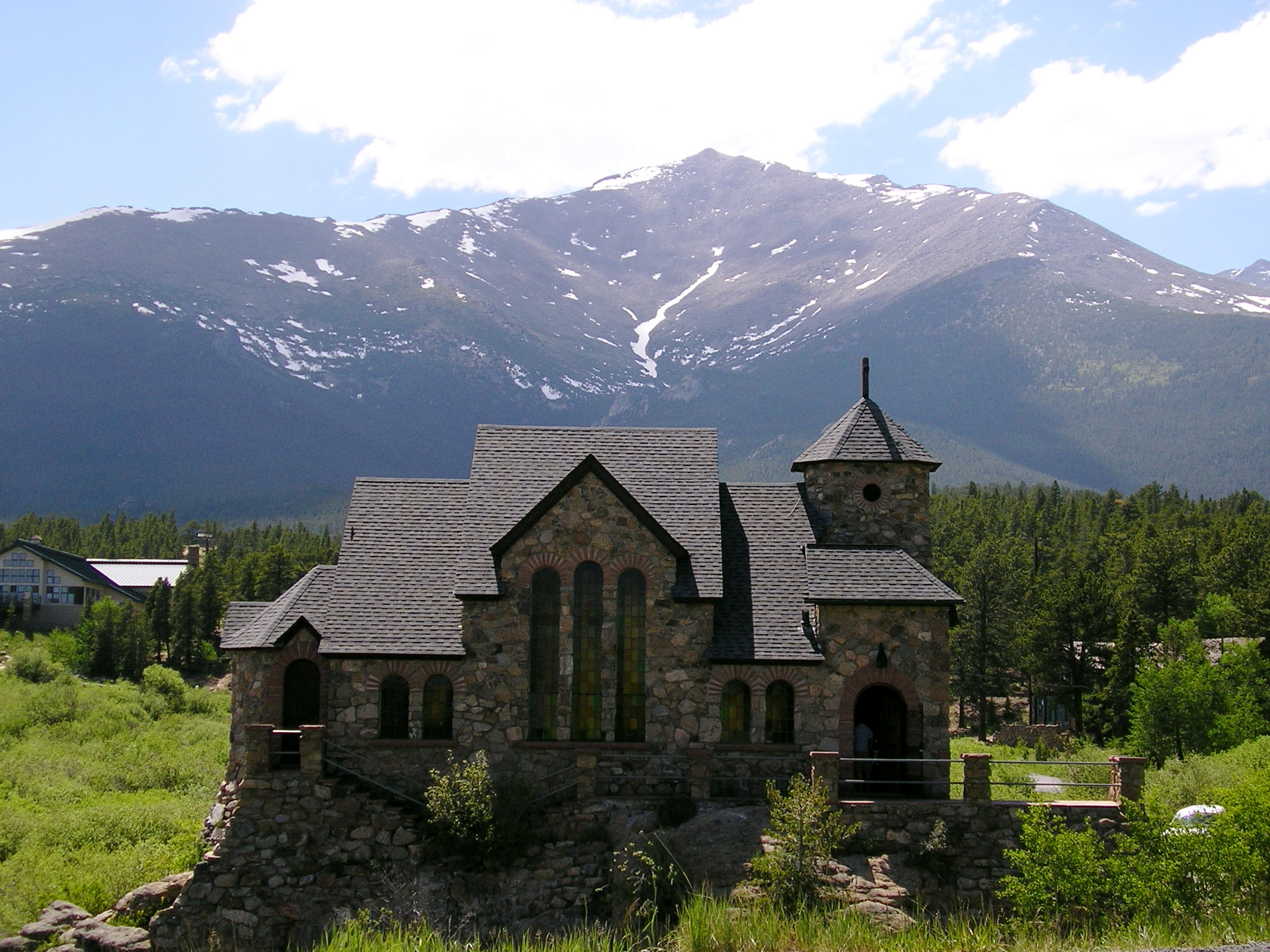
Házi kápolna Allenspark közelében

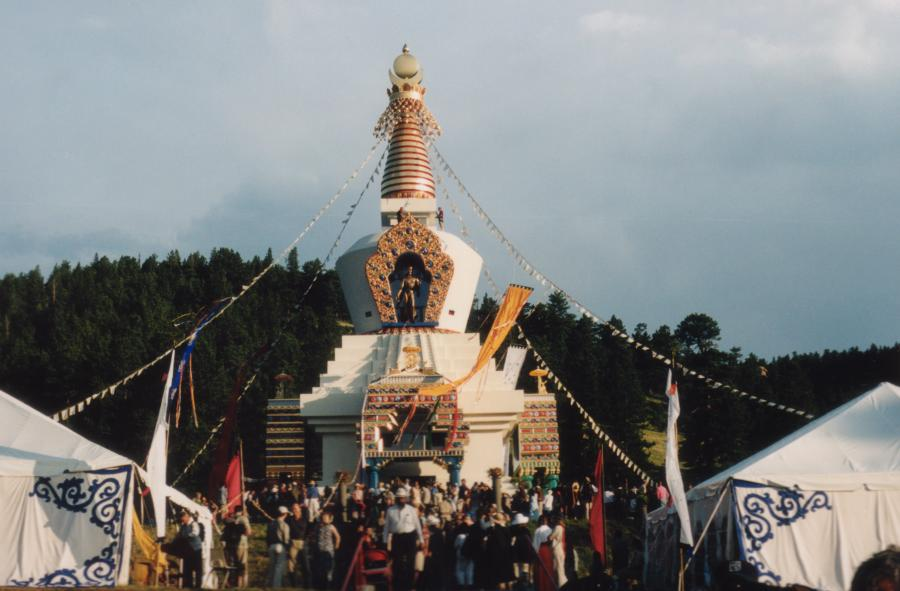
The Great Stupa of Dharmakaya a Red Feather-tó közelében

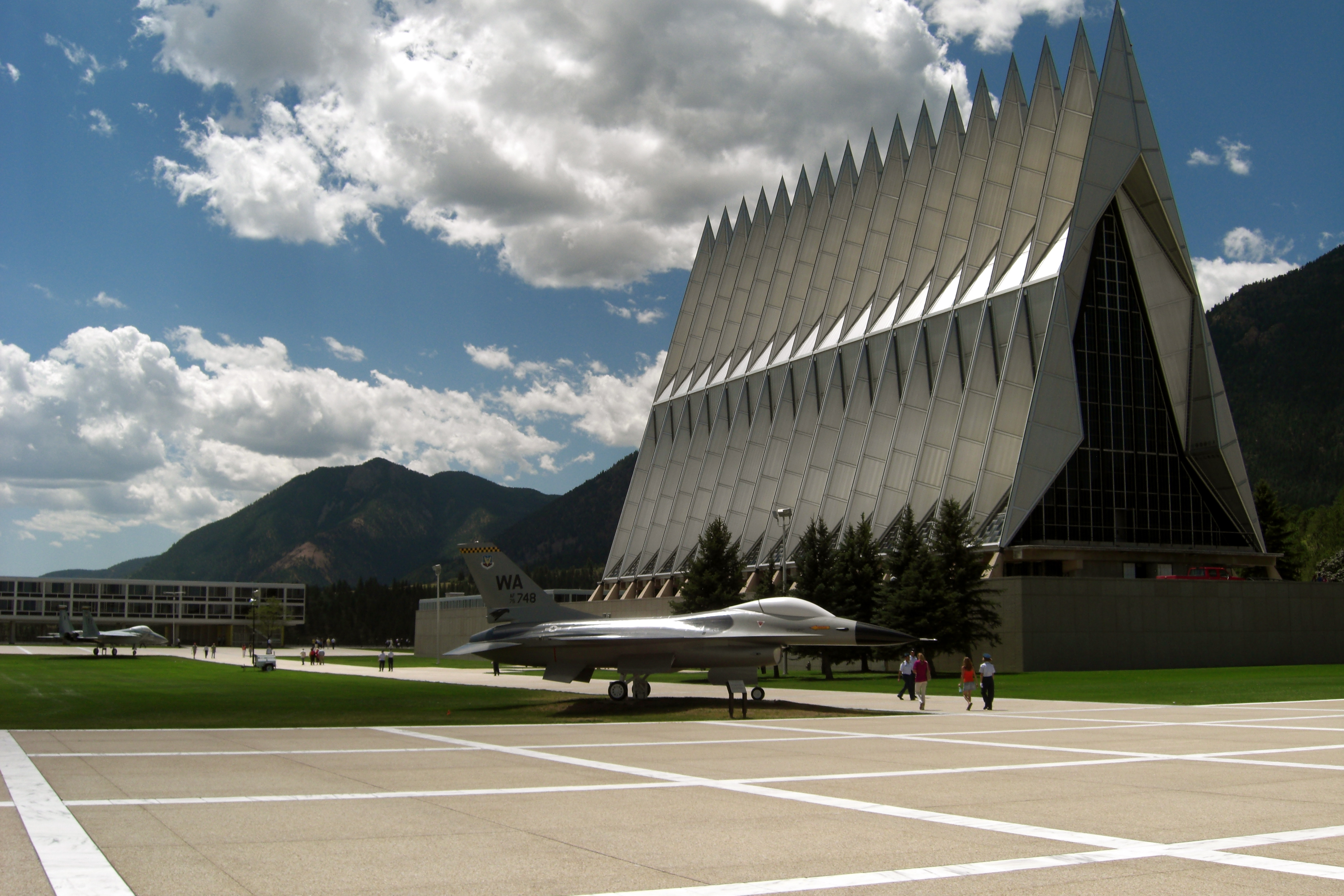
A United States Air Force Academy kadétkápolnája Colorado Springs közelében

A 2000-es népszámlálás szerint a lakosok 10,52%-a otthon spanyolul beszél. Coloradóban, akárcsak Új-Mexikóban, nagyon elterjedtek egyes archaikus spanyol kifejezések.
Colorado északkeleti részén - Denver (Montbello), Green Valley Ranch, Park Hill és Colfax Park területén - afroamerikai közösségek élnek már hosszú ideje.
Az államnak jelentős nagyságú ázsiai-amerikai, kínai, Fülöp-szigeteki, koreai, délkelet-ázsiai és japán származású népessége van. Denver agglomerációja liberálisabb és sokszínűbb, mint az állam más részei.
A 2000-es népszámlálás adatai szerint a fehér lakossága származását tekintve a következőképpen oszlik meg: német 22%, svájci, ausztrál és ír 12,2%, angol 12%. A német származásúak főleg a Front-hegység, a Sziklás-hegység és a Colorado keleti részén található felföldeken élnek.
Denver és a Front-hegység környékén sok skandináv, olasz, szláv és amerikai-zsidó származású ember él. Ezek a közösségek a 19. század (1861–1889) során alakultak ki.

### Vallás
Az állam szinte teljes lakossága kereszténynek vallja magát, akiknek túlnyomó része a protestáns felekezetek híve.
A lakosság vallások szerinti megoszlása a következő:
- római katolikus – 19%
- protestáns – 63%, ebből
  - evangéliumi keresztyén – 23%
  - egyéb protestáns – 2%
  - mormon – 2%
- zsidó – 2%
- muszlim – 1%
- más vallások – 1%
- nem vallásos, nem nyilatkozott – 27%.

### Legnagyobb városai
- Denver – Lakossága: 554 636 fő
- Colorado Springs – Lakossága: 360 890 fő
- Aurora – Lakossága: 276 393 fő
- Lakewood – Lakossága: 144 126 fő
- Fort Collins – Lakossága: 118 652 fő[16]

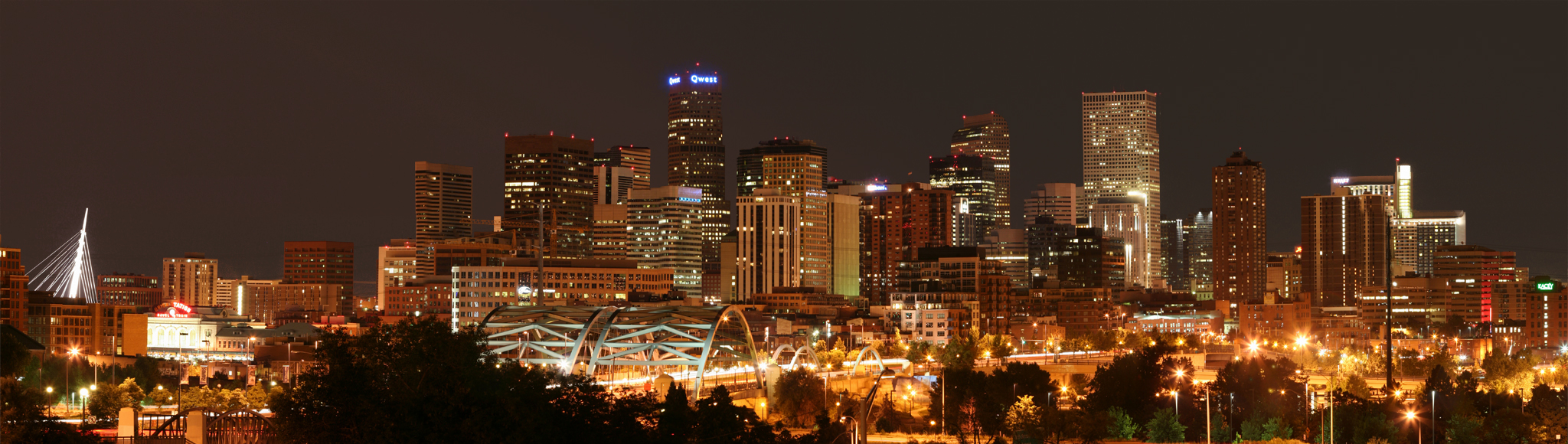
Denver

## Gazdaság
Az állam éves GDP-je 2017-ben 343 milliárd dollár, míg az egy főre jutó jövedelem 2020-ban évi 63 522 dollár volt, ezzel Colorado szövetségi szinten a nyolcadik helyet foglalja el. Az állam területén ma is jelentős arany- és ezüstbányák, valamint egyéb ércbányák működnek. Bár a kőolaj kitermelést szinte teljesen leállították, az állam jelentős kő- és palaolaj, valamint kőszénkészletekkel rendelkezik. Az állam nyugati részén uránbányák működnek. Colorado híres márványbányáiról is. 
A 19. században érkező telepesek kivándorlásuk előtt mezőgazdasággal foglalkoztak és hosszú, fáradságos munkával megzabolázták a természetet, öntözőrendszereket hoztak létre a folyókon épített gátak mentén. Ma különösen a haszonállatok tenyésztése, a tej és tejtermékek előállítása került előtérbe. A mezőgazdaság fő terményei a búza, a kukorica és a takarmánynövények. Az élelmiszer-feldolgozó ipar is gyorsan fejlődik. A 20. század második felében a szolgáltatóipar gyors fejlődésnek indult. Napjainkban az állam gazdasági élete diverzifikált és jellemző rá a kutatás-fejlesztés, valamint a high-tech iparágak nagy koncentrációja. Denver jelentős pénzügyi központ.

## Nevezetességek
- Mesa Verde Nemzeti Park

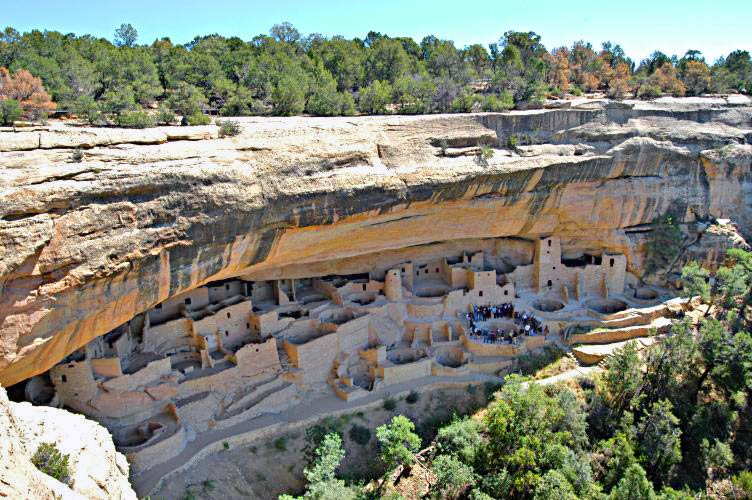
A Mesa Verde-i Sziklapalota
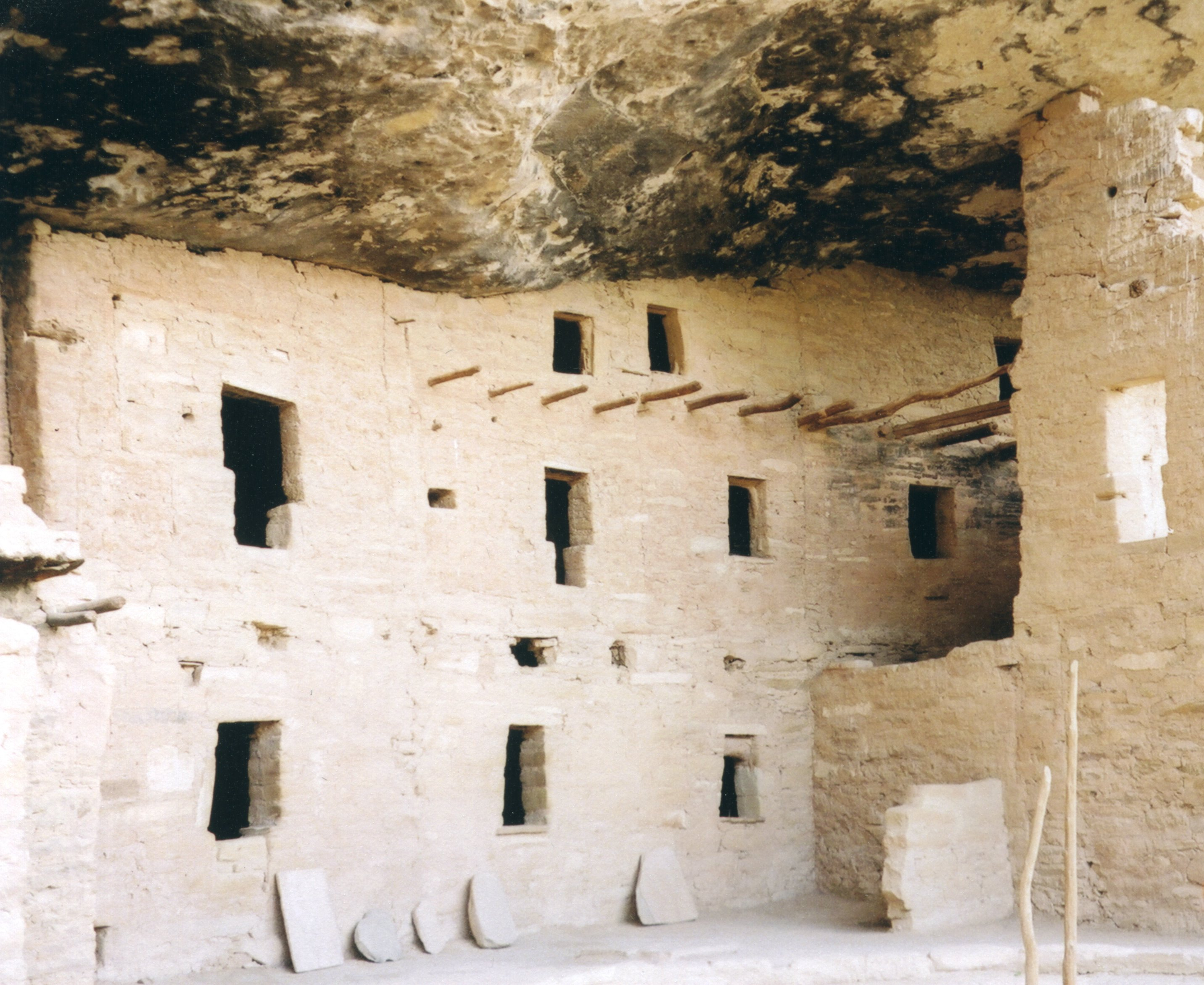
A Lucfenyő-ház
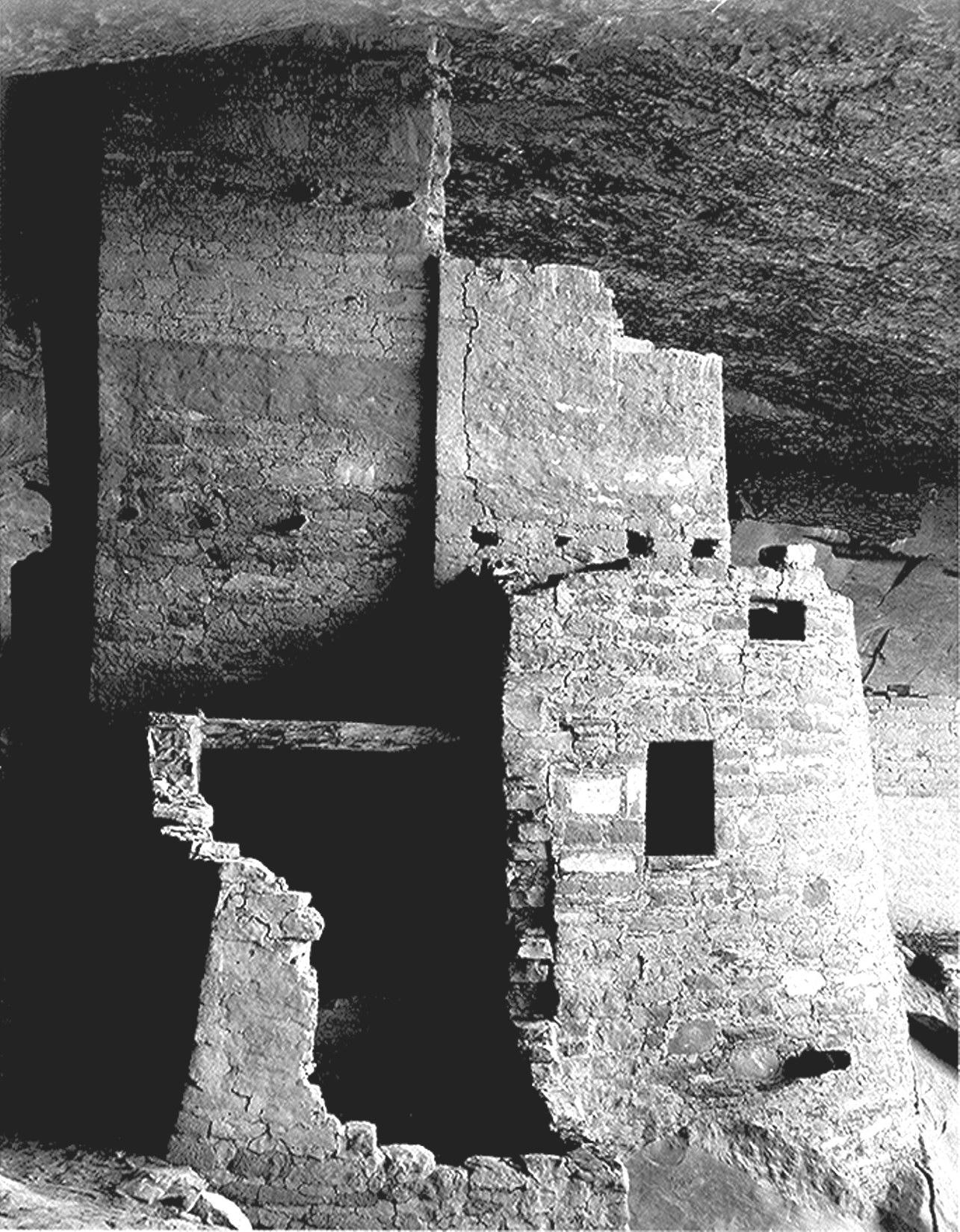
A Mesa Verde-i Sziklapalota
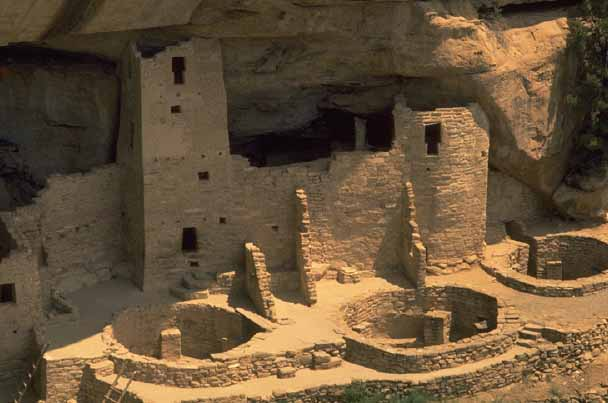
A Mesa Verde részlete
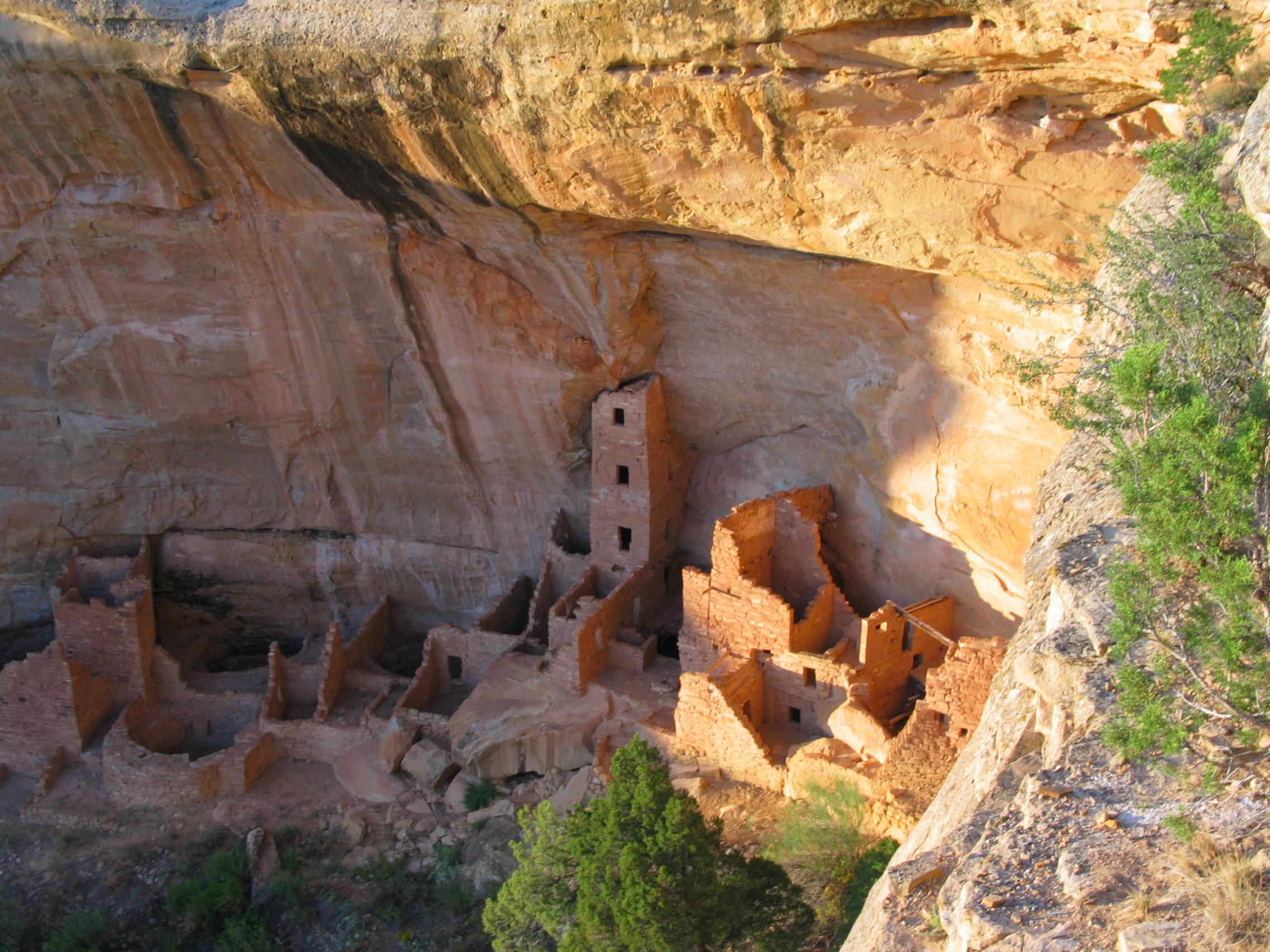
Mesa Verde, a Négyzetes-tornyú ház
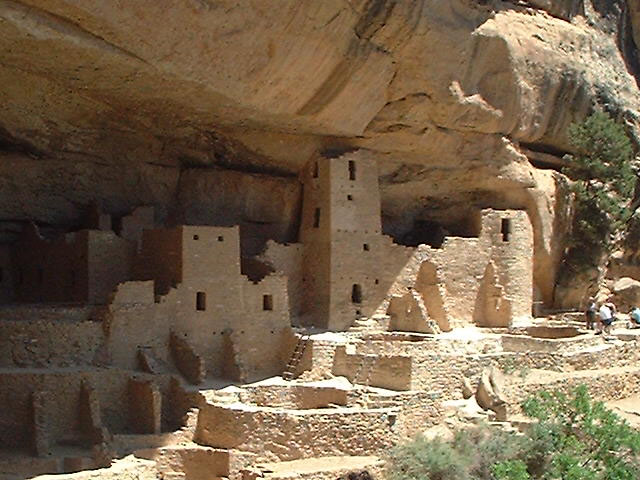
Mesa Verde
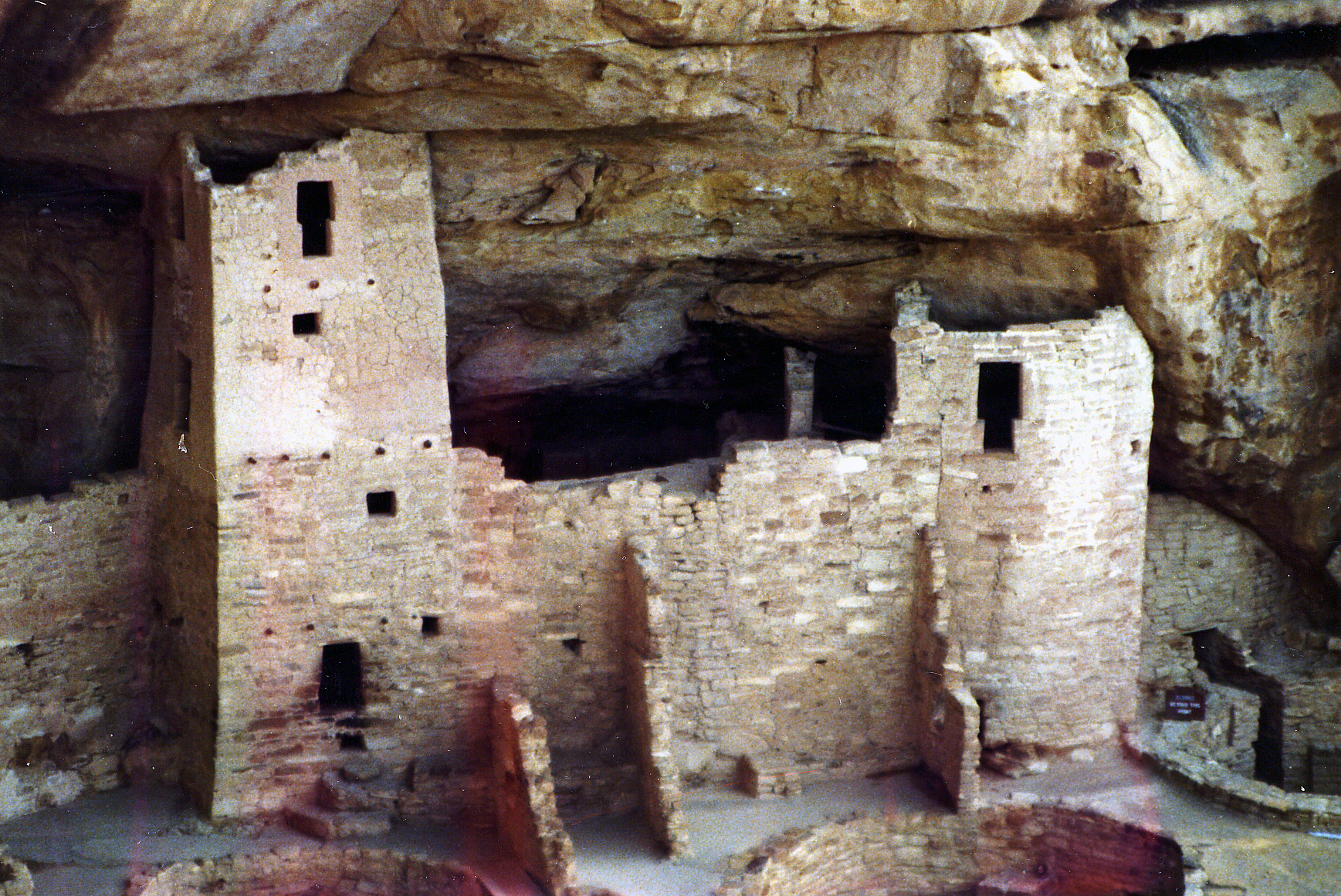
Mesa Verde
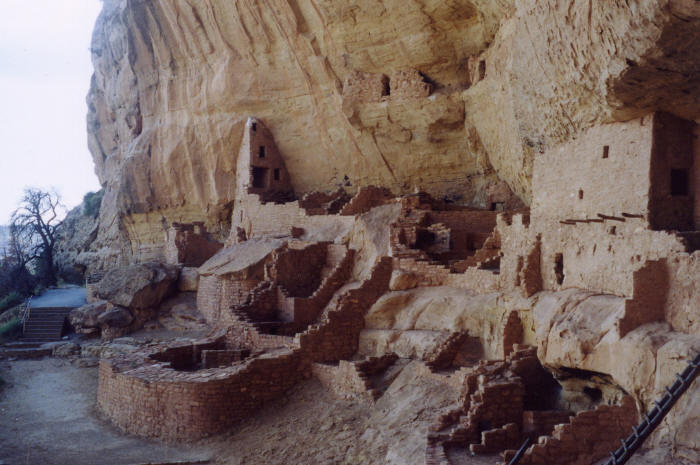
A Mesa Verde-i Hosszú-ház

- Hovenwep National Monument (Utah, Colorado)

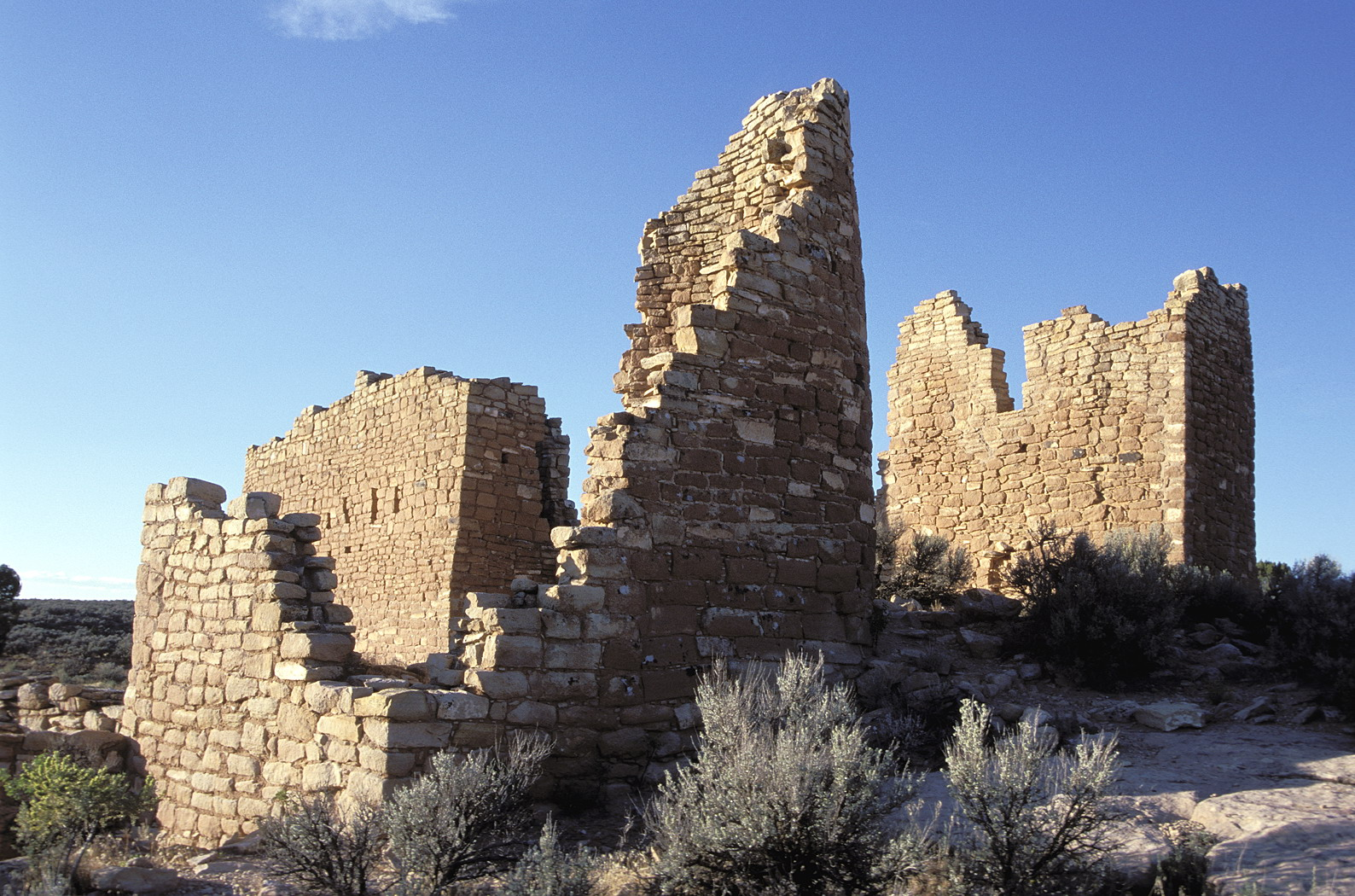
Squaretower
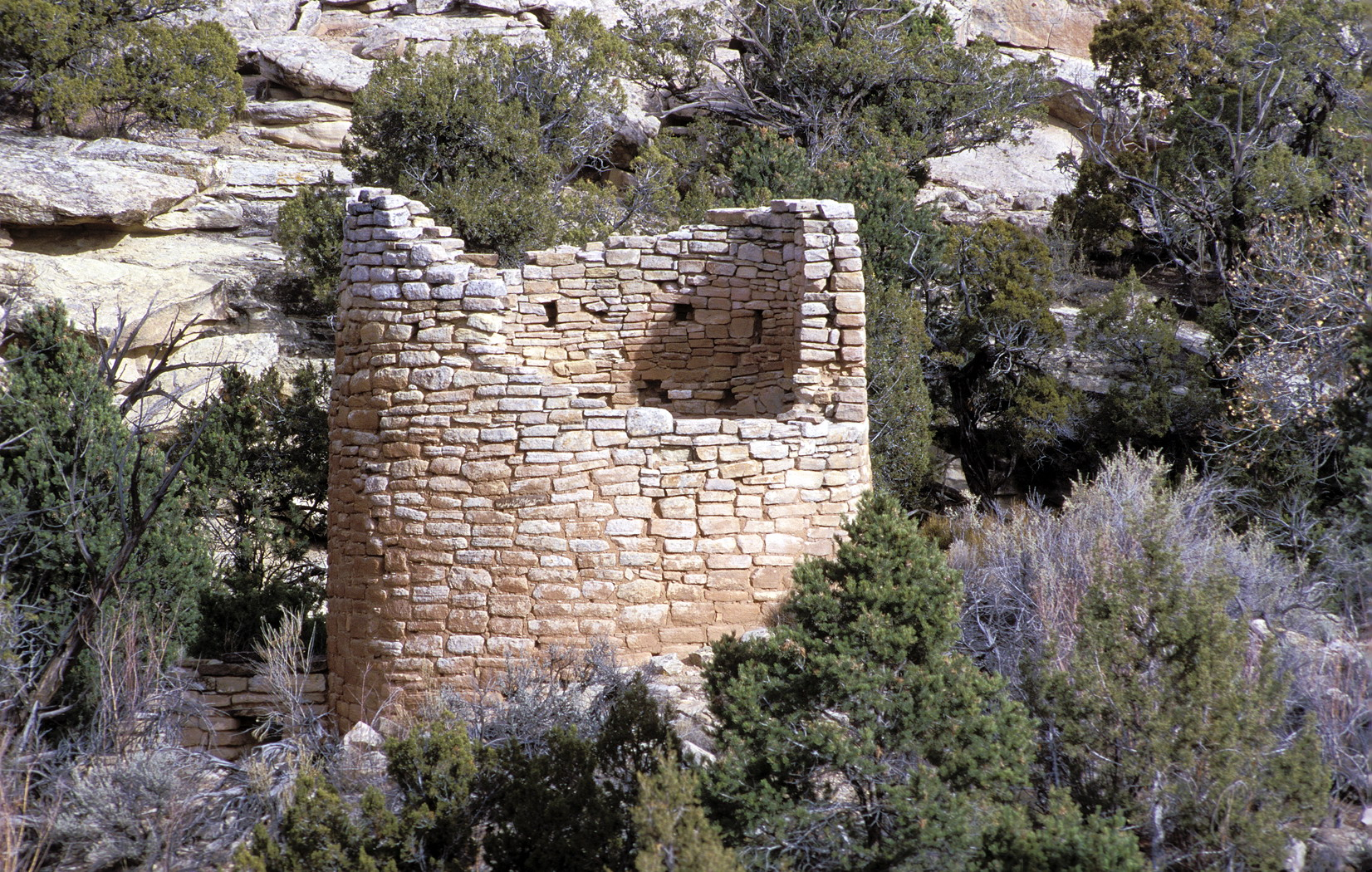
Cutthroat
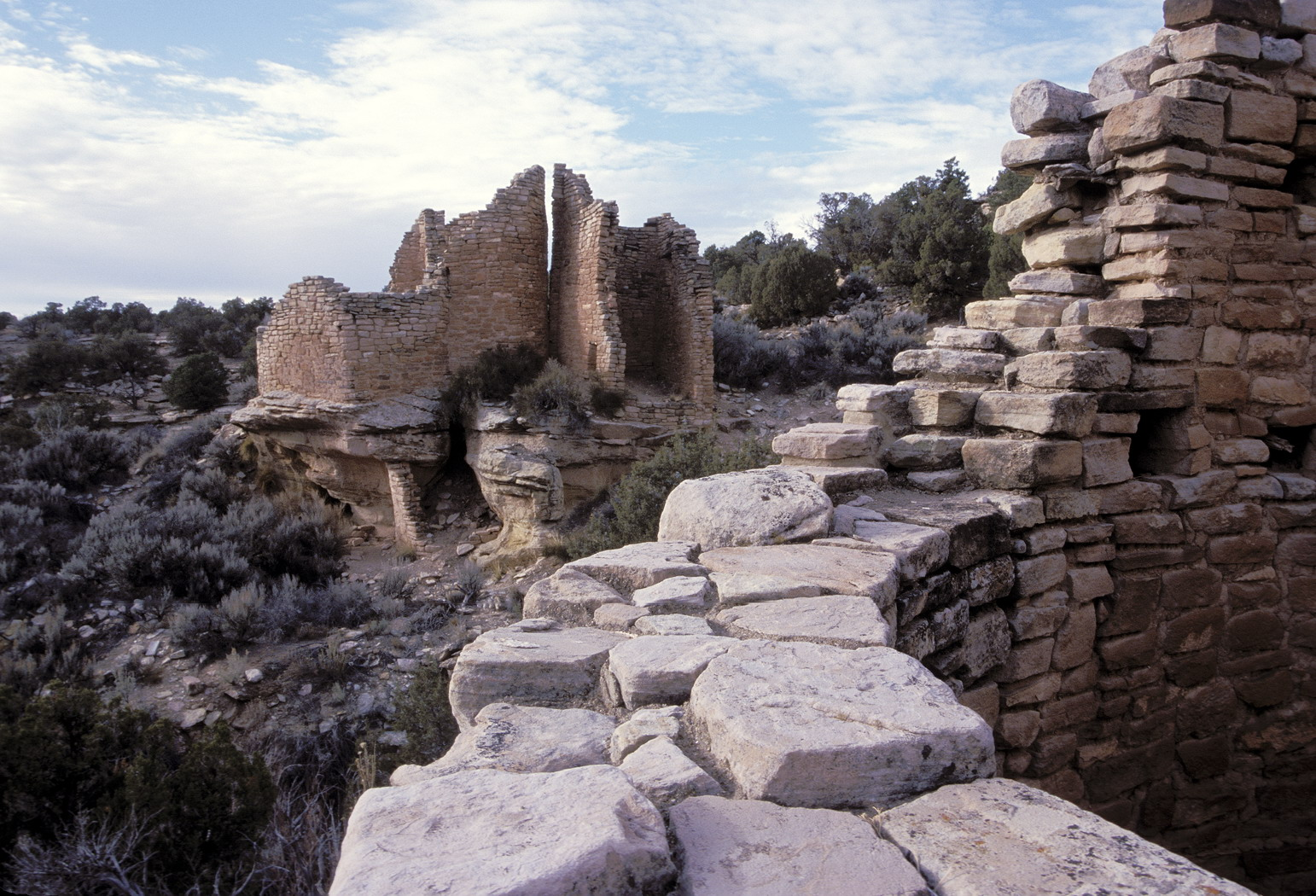
Cutthroat
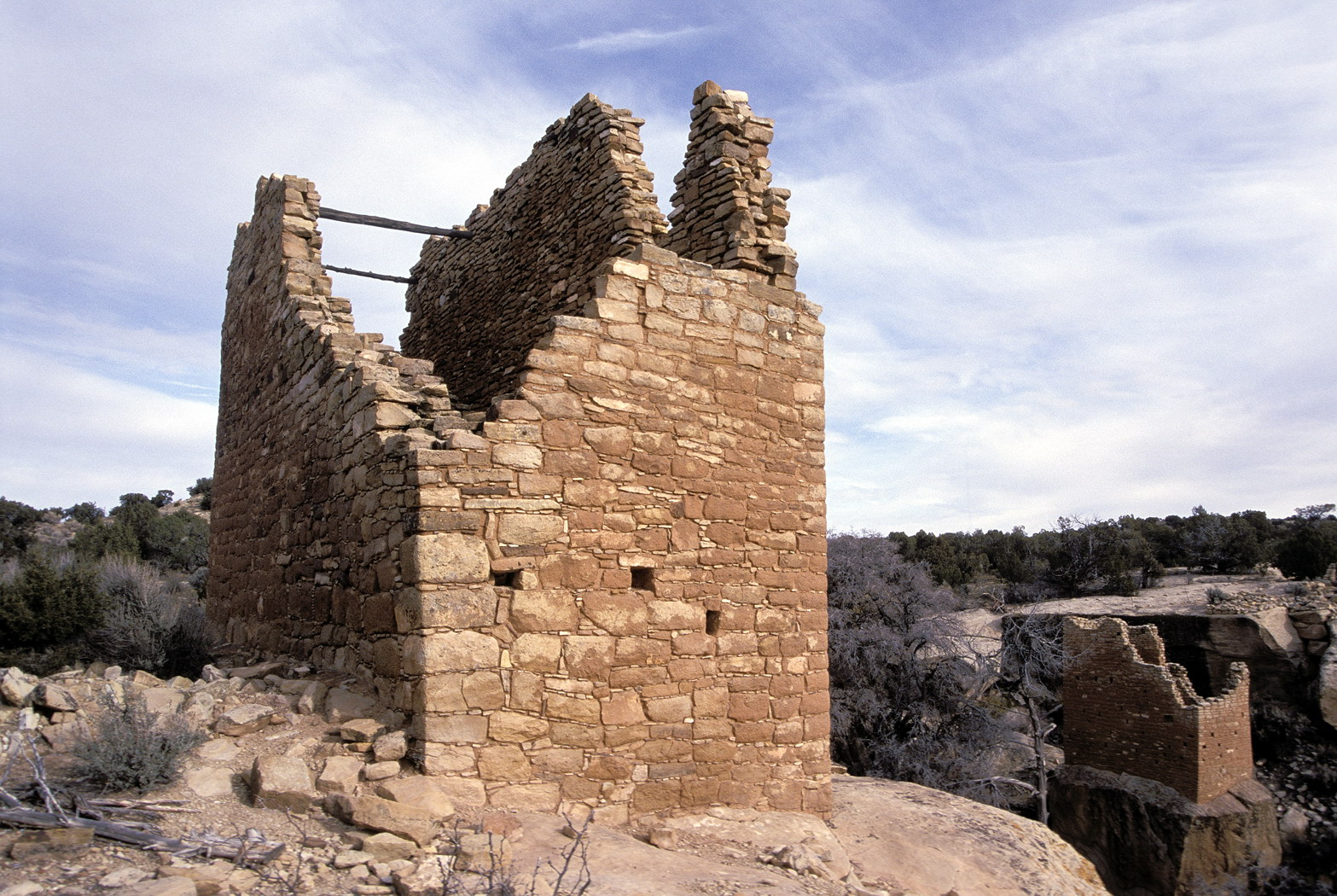
Holly

- Colorado National Monument: A Colorado-folyó mély és széles völgyet vájt ki, amely a Grand Canyonra hasonlít. A peremén autóút vezet.[20]

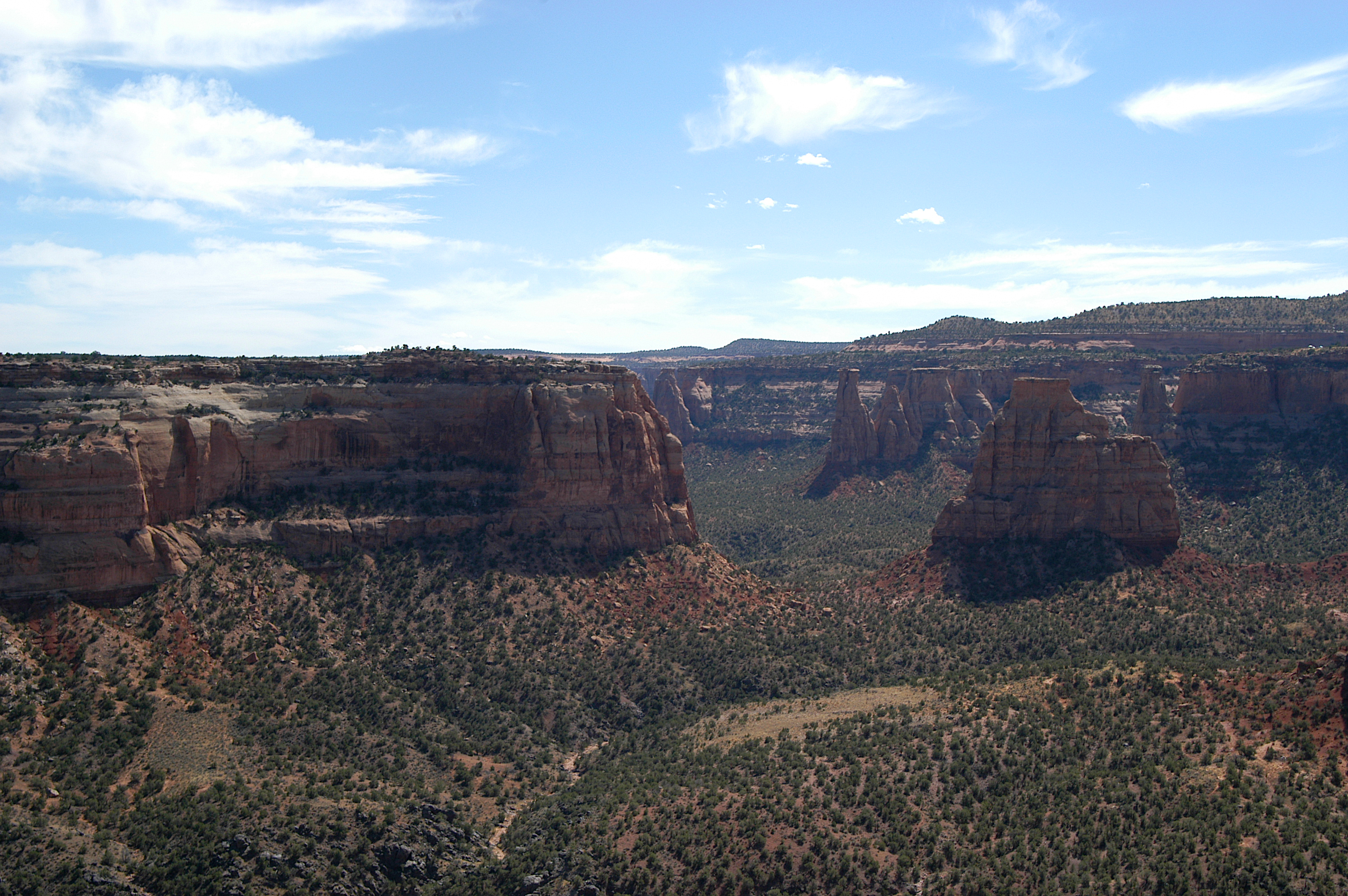
Colorado National Monument
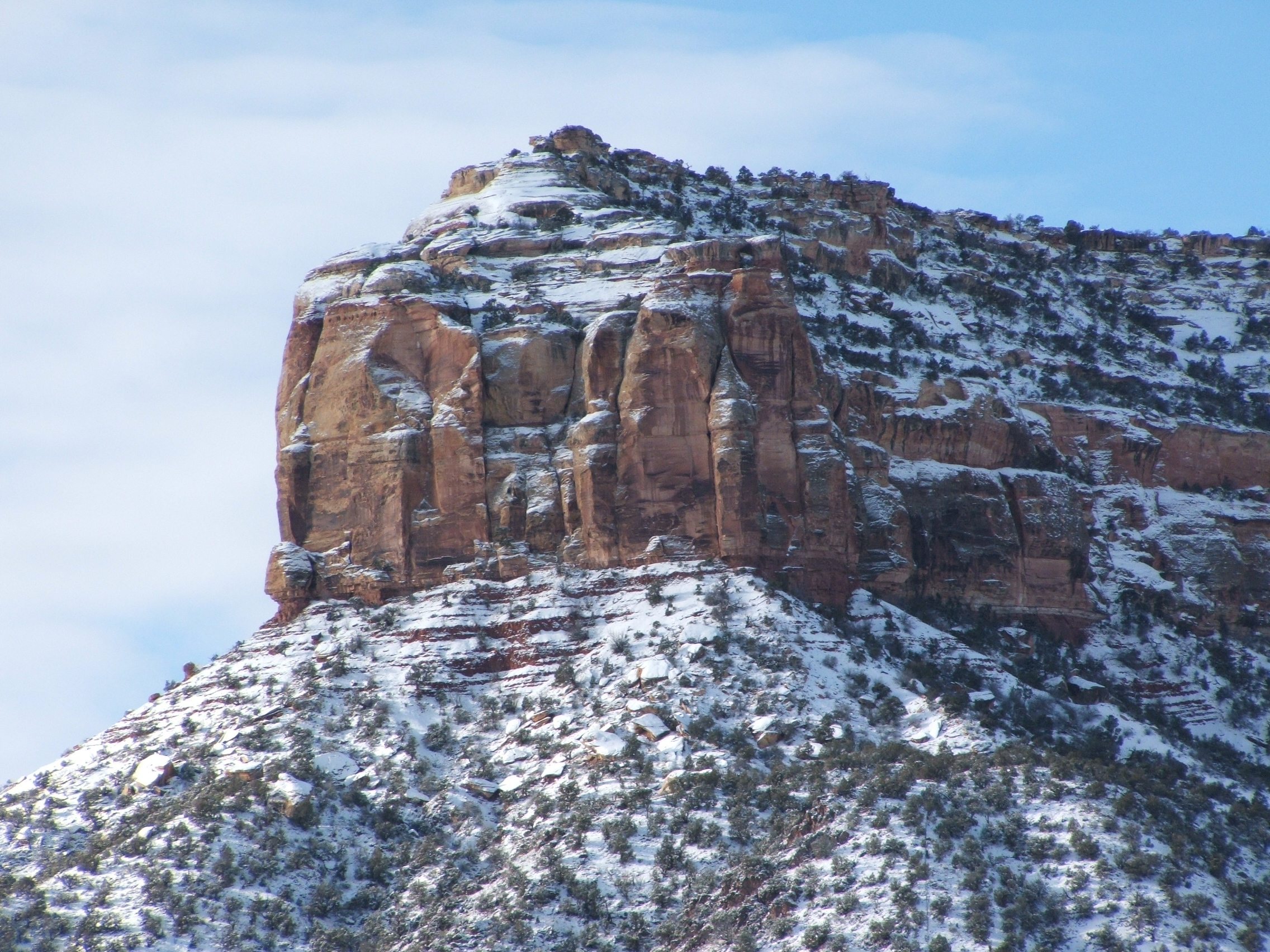
Colorado National Monument

## Érdekesség
Itt játszódik a South Park című rajzfilmsorozat, a címben szereplő fiktív kisvárosban.